# Prayut Chan-o-cha
Prayut Chan-o-cha, född 21 mars 1954 i Nakhon Ratchasima, är en thailändsk politiker och pensionerad general från den thailändska armén. År 2014 blev han även Thailands premiärminister.